# Pleurotomella buccinoides
Pleurotomella buccinoides é uma espécie de gastrópode do gênero Pleurotomella, pertencente a família Raphitomidae.